# Grande rombicosidodecaedro stellato
In geometria, il grande rombicosidodecaedro stellato è un poliedro stellato uniforme avente 62 facce - 20 triangolari, 30 quadrate e 12 forma di pentagramma - 120 spigoli e 60 vertici.

## Costruzioni di Wythoff
Utilizzando la costruzione di Wythoff, il grande rombicosidodecaedro stellato si può ottenere utilizzando tre famiglie di triangoli di Schwarz: 5/3 3 | 2 e 5/2 3/2 | 2, ottenendo sempre lo stesso risultato.

## Coordinate cartesiane
Le coordinate cartesiane per i vertici del grande rombicosidodecaedro stellato sono date da tutte le permutazioni pari di:
{\displaystyle {\begin{array}{ccclc}{\Bigl (}&\pm \,{\frac {1}{\varphi ^{2}}},&0,&\pm {\bigl [}2-{\frac {1}{\varphi }}{\bigr ]}&{\Bigr )}\\{\Bigl (}&\pm \,1,&\pm \,{\frac {1}{\varphi ^{3}}},&\pm \,1&{\Bigr )}\\{\Bigl (}&\pm \,{\frac {1}{\varphi }},&\pm \,{\frac {1}{\varphi ^{2}}},&\pm \,{\frac {2}{\varphi }}&{\Bigr )}\end{array}}}
dove {\displaystyle \varphi ={\tfrac {1+{\sqrt {5}}}{2}}} è la sezione aurea.

## Poliedri correlati
Il grande rombicosidodecaedro stellato, spesso indicato con il simbolo U67, ha la stessa disposizione di vertici di altri tre poliedri uniformi, ossia il grande dodecicosidodecaedro, il grande dodecaedro troncato e il grande rombidodecaedro, nonché di altri due composti uniformi, ossia il composto di sei prismi pentagonali e il composto di dodici prismi pentagonali. Con il grande grande dodecicosidodecaedro e con il grande rombidodecaedro, esso condivide anche la posizione degli spigoli, avendo in comune con il primo anche la disposizione delle sue facce triangolari e pentagrammiche, e con il secondo quella delle sue facce quadrate.
| Grande rombicosidodecaedro stellato | Grande dodecicosidodecaedro        | Grande rombidodecaedro                |
| Grande dodecaedro troncato          | Composto di sei prismi pentagonali | Composto di dodici prismi pentagonali |

### Grande esacontaedro trapezoidale
Il grande esacontaedro trapezoidale è un poliedro stellato isoedro, nonché il duale del grande rombicosidodecaedro stellato, avente per facce 60 dardi, detti anche aquiloni non convessi.
Dato un grande rombicosidodecaedro stellato di spigolo pari a 1, immaginando il grande esacontaedro trapezoidale come composto da 60 facce a forma di dardi intersecanti, come riportato nella figura sottostante, di cui solo una parte visibile all'esterno del solido, i due angoli uguali di tali facce, ossia i due angoli acuti, risultano avere un'ampiezza di {\displaystyle \arccos \left({\frac {5+2{\sqrt {5}}}{10}}\right)\approx 18,69941^{\circ }}, mentre gli altri misurano {\displaystyle \arccos \left({\frac {-5+2{\sqrt {5}}}{20}}\right)\approx 91,51239^{\circ }} e {\displaystyle 360^{\circ }-\arccos \left(-{\frac {5+9{\sqrt {5}}}{40}}\right)\approx 231.08879^{\circ }}. I lati corti delle facce risultano invece misurare {\displaystyle {\frac {\sqrt {5\left(5+{\sqrt {5}}\right)}}{3}}\approx 2,00500} e i lunghi {\displaystyle {\frac {\sqrt {5\left(85+31{\sqrt {5}}\right)}}{11}}\approx 2,52523}.